# European Center for Security and Privacy by Design
Das European Center for Security and Privacy by Design (EC SPRIDE) an der Technischen Universität Darmstadt ist eines von drei Kompetenzzentren für IT-Sicherheitsforschung, die das Bundesministerium für Bildung und Forschung (BMBF) seit Oktober 2011 im Rahmen ihrer High-Tech-Strategie fördert. Das Zentrum baut auf der Infrastruktur des Darmstädter LOEWE-Zentrums CASED für IT-Sicherheitsforschung auf und arbeitet eng mit dem Fraunhofer-Institut für Sichere Informationstechnologie (SIT) zusammen.
Als weitere Zentren existieren das Kompetenzzentrum für Angewandte Sicherheits-Technologie (KASTEL) am Karlsruher Institut für Technologie (KIT) und das Center for IT-Security, Privacy and Accountability (CISPA) an der Universität des Saarlandes.
Das BMBF verfolgt mit den Kompetenzzentren die Abwehr von Angriffen, die gezielte Entwicklung geeigneter Methoden und Werkzeuge in verschiedenen Projekten des IT-Sicherheitsschwerpunktes des BMBF sowie die vorausschauende Weiterentwicklung von Kenntnissen und Fähigkeiten.
Das European Center for Security and Privacy by Design ging mit dem Center for Advanced Security Research Darmstadt (CASED) in das Center for Research in Security and Privacy auf.

## Forschungsziel
Durch neue Standards, Verfahren und Werkzeuge will EC SPRIDE dazu beitragen, dass IT-Sicherheit bereits früh im Software-Entwicklungsprozess berücksichtigt wird.
IT-Sicherheit und Privatsphärenschutz werden derzeit vor allem nachträglich in die Software integriert, was zu hohem Aufwand und Kosten führt. Es existieren kaum standardisierte Vorgehensweisen oder unterstützende Werkzeuge für Programmierer.

## Forschungsschwerpunkte
Die Forschung des Kompetenzzentrums lässt sich in drei Schwerpunkten zusammenfassen, deren Projekte ineinandergreifen werden:
- Im Hauptbereich „Engineering“ entwickeln Wissenschaftler konkrete Lösungen und Werkzeuge für Programmierer.
- Der Bereich Blueprint wird technische und gesellschaftliche Entwicklungen und daraus entstehende Anforderungen an die IT-Sicherheit analysieren. Die Ergebnisse fließen in die Arbeit der anderen Bereiche ein.
- Im Bereich Building Blocks werden kryptografische Modulbausteine entwickelt. Die Bausteine sollen über die gesamte Lebensdauer einer Software nahtlos ausgetauscht und erweitert werden können. Gleichzeitig soll die Vielfalt kryptografischer Protokolle erhöht und dadurch die Abhängigkeit von einigen wenigen Protokollen verringert werden.

## Organisation
EC SPRIDE gliedert sich in Forschungsgruppen, die von Claude-Shannon Fellows geleitet werden. Das Claude-Shannon-Programm orientiert sich am Emmy-Noether-Förderprogramm der DFG und fördert die eigenständige Forschung junger Nachwuchswissenschaftler.
EC SPRIDE umfasst derzeit die Secure Software-Engineering Group und die Engineering Cryptographic Protocols Group.
Das Zentrum wird federführend von der TU Darmstadt geleitet und kooperiert mit dem Fraunhofer SIT.

## Beteiligte Wissenschaftler
- Michael Waidner, Gesamtleitung und Co-director Engineering
- Johannes Buchmann, Direktor Building Blocks
- Ahmad-Reza Sadeghi, Direktor Blue Print
- Mira Mezini, Director Engineering
- Marc Fischlin
- Matthias Hollick
- Stefan Katzenbeisser
- Heiko Mantel
- Mark Manulis
- Eric Bodden, Claude Shannon-Fellow und Leiter der Secure Software Engineering Group, Leiter der Emmy-Noether-Gruppe RUNSECURE[9]
- Thomas Schneider, Claude Shannon-Fellow und Leiter der Engineering Cryptographic Protocols Group

## Entwickelte Werkzeuge
- RefaFlex, ein Werkzeug zum Absichern von Refactorings für Programme, die Reflection verwenden[10]
- Join Point Interfaces, eine Programmiersprache für disziplinierte, typsichere aspekt-orientierte Programmierung[11]
- TamiFlex, ein Werkzeug zur besseren statischen Analyse von Programmen, die Reflection benutzen[12]
- Clara, ein Werkzeug zur (partiellen) statischen Auswertung von Laufzeitmonitoren[13]
- FlowDroid, ein Werkzeug zur statischen Informationsflussanalyse von Android-Apps[14]
- SuSi, ein Werkzeug zum teilautomatisierten Identifizieren von relevanten Quellen und Senken für die Informationsflussanalyse von Android-Apps[15]

## Forschungsstandort Darmstadt
In Darmstadt forschen über 200 Wissenschaftler im Bereich der IT-Sicherheit, darunter 16 IT-Sicherheitsprofessuren und 24 Postdoktoranden. Die TU Darmstadt, das Fraunhofer SIT und die Hochschule Darmstadt bündeln ihre Forschungsaktivitäten im LOEWE-Exzellenzzentrum CASED. Die Hochschulen bieten einen Masterstudiengang IT-Sicherheit an der TU Darmstadt und einen Studienschwerpunkt IT-Sicherheit am Fachbereich Informatik der Hochschule Darmstadt an (Stand Januar 2012). EC SPRIDE ist in die Infrastruktur von CASED eingebunden und ergänzt die bestehende Forschung durch seinen Fokus auf den Entwurfsprozess.